# Elayis Tavşan
Elayis Tavşan, né le 30 avril 2001 à Rotterdam aux Pays-Bas, est un footballeur néerlandais qui évolue au poste d'ailier droit à l'AC Reggiana, en prêt de l'Hellas Vérone.

## Biographie

### En club
Natif de Rotterdam aux Pays-Bas Elayis Tavşan est formé par l'un des clubs de sa ville natale, le Sparta Rotterdam, qu'il rejoint en 2008. C'est avec ce club qu'il joue son premier match en professionnel, le 18 novembre 2018 contre le NEC Nimègue, en championnat. Il entre en jeu à la place de Fankaty Dabo (en) et les deux équipes se neutralisent (1-1).
Le 19 août 2019 Elayis Tavşan est prêté au SC Telstar. Le 23 août suivant il joue son premier match pour Telstar face à l'Excelsior Rotterdam. Rencontre remportée par son équipe sur le score de trois buts à zéro.
Le 15 juin 2020, le club du NEC Nimègue annonce le transfert de Elayis Tavşan. Le joueur s'engage pour trois saisons, plus une en option.
Ses prestations attirent notamment l'Olympiakos Le Pirée lors de l'été 2022, mais l'offre du club grec est repoussée par le NEC Nimègue.
Le 23 janvier 2024, Elayis Tavşan prend la direction de l'Italie en s'engageant avec l'Hellas Vérone pour un contrat courant jusqu'en juin 2028.
En manque de temps de jeu au Hellas Vérone, Tavşan est prêté le 30 août 2024 au Cesena FC, en deuxième division italienne, pour une saison.

### En équipe nationale
Elayis Tavşan est sélectionné avec l'équipe des Pays-Bas des moins de 17 ans pour participer au championnat d'Europe des moins de 17 ans en 2018. Lors de cette compétition, il joue cinq matchs. Les Pays-Bas remportent le tournoi en battant l'Italie en finale après une séance de tirs au but. Au total il joue neuf matchs avec les moins de 17 ans.

## Palmarès

### En sélection
- Vainqueur du championnat d'Europe des moins de 17 ans en 2018 avec l'équipe des Pays-Bas des moins de 17 ans